# Rachel (herečka)

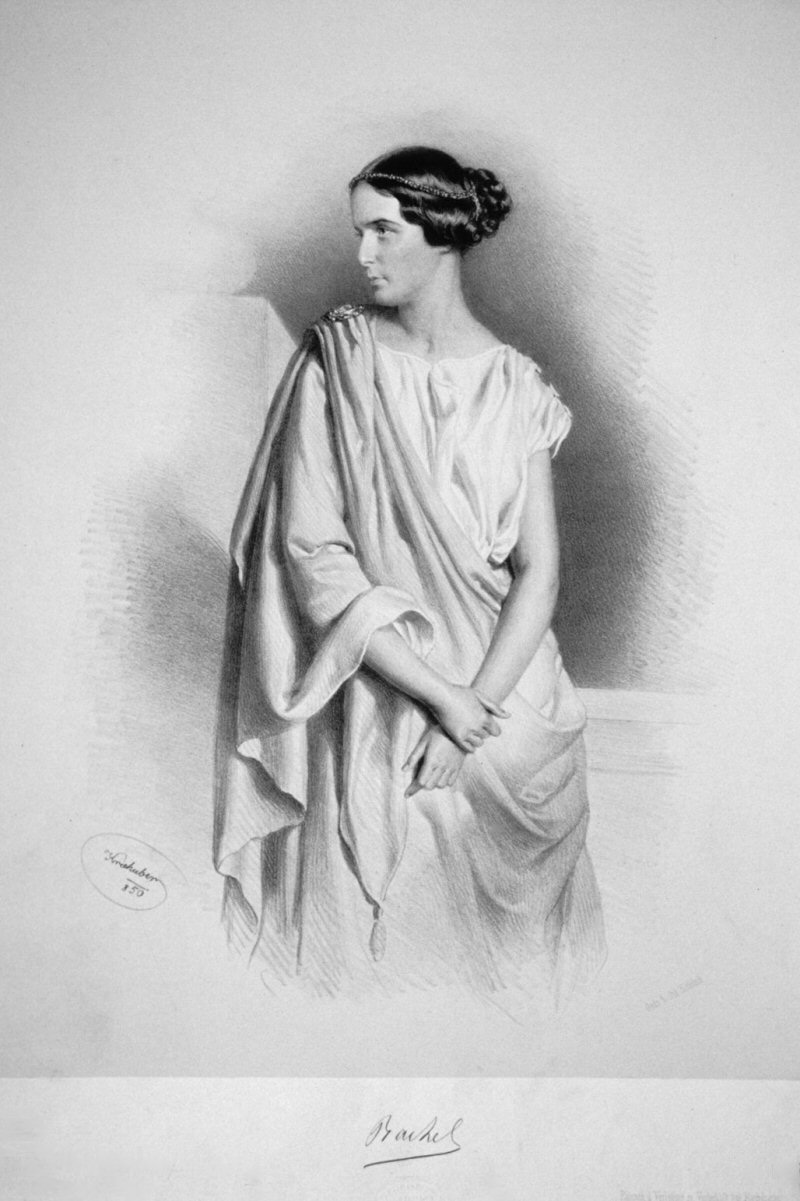
Rachel Felix (litografie z roku 1850)

Rachel (21. února 1821, Mumpf, Švýcarsko – 3. ledna 1858, Le Cannet, Francie), vlastním jménem Élisa Rachel Félix byla francouzsko-židovská herečka, považovaná ve své době za jednu z největších představitelek tragických rolí.

## Život
Její rodiče byli původně kočovní židovští herci a handlíři. Rachel musela už jako dítě zpívat a recitovat na ulici a v hudebních kavárnách, aby přispěla k uživení rodiny. V té době objevil významný francouzský hudební pedagog Choron Rachelin talent, umožnil trvalý pobyt její rodiny v Paříži a návštěvu herecké školy. Rachel se tam naučila číst a psát a s podporou ze sbírek vystudovala umění přednesu.
V roce 1837 začala vystupovat na pařížských divadlech, o rok později dostala už hlavní roli v tragédii Horace. Publikum a divadelní kritici byli nadšeni jejím uměním, brzy využila nabídky k vystoupením na mnoha významných jevištích v západní Evropě i v Rusku. Její otec byl celý život jejím manažerem, který pro ni vyjednal dobře placená angažmá.
Rachel nebyla nikdy vdaná, měla však dva syny, jednoho s nemanželským synem Napoleona Bonaparte a jednoho s vnukem generála Bertranda. Její soukromý život byl často podnětem k titulkům tehdejšího bulvárního tisku, odtud jsou známé mnohé milostné aféry s muži z různých sociálních vrstev. Během krátkého (neúspěšného) angažmá v USA v roce 1855 byla už nemocná, v roce 1858 zemřela na TBC.
Populární jméno umělkyně využívali různí podnikatelé k označování svých výrobků. Například se prodávaly odlitky jejich prsou jako suvenýr nebo parfum označovaný jejím jménem. Jeden saský pletař, který vyráběl šály na osnovním pletacím stroji, použil v roce 1859 pro své výrobky označení tricot a la Rachel. V dalších letech začal výrobce těchto strojů používat poněmčené označení Raschel-Maschine. Raschel, česky rašl, se stal po zdokonalení konstrukce od poloviny 20. století nejpoužívanějším strojem k výrobě mnoha druhů textilií.[nedostupný zdroj]